# Gosdorf
Gosdorf è una frazione di 1 152 abitanti del comune austriaco di Mureck, nel distretto di Südoststeiermark, in Stiria. Già comune autonomo, il 1º gennaio 2015 è stato aggregato a Mureck assieme all'altro comune soppresso di Eichfeld.